# 小築海島
小築海島（こづくみじま　英語:Kozukumijima）は、三重県鳥羽市にある無人島（離島）である。答志島を北上したところにある。周辺は禁漁地区に指定されており、観光船以外は立ち寄ることが出来ない。島全体が伊勢志摩国立公園の特別地域、海域がその普通地域の指定を受けている。

## 概要
古くから秘境の島と位置づけられており、神社らしき祠や石の祭壇が祭られている。毎年この島では祭りがあり、7月11日だけ地元の漁師が島に入れる。中には八幡神社と呼ばれる神社があり、供える食物を漁師が採るという。島の近くには洞窟があり、その洞窟は「9人ぼうら」と呼ばれている。名称は遭難者9人がこの洞窟で発見されたからである。
普段は禁漁区に指定されており、漁師も近づくことができない。最高点の標高は41 m。答志島との間には、無人島の大中山島と大築海島がある。

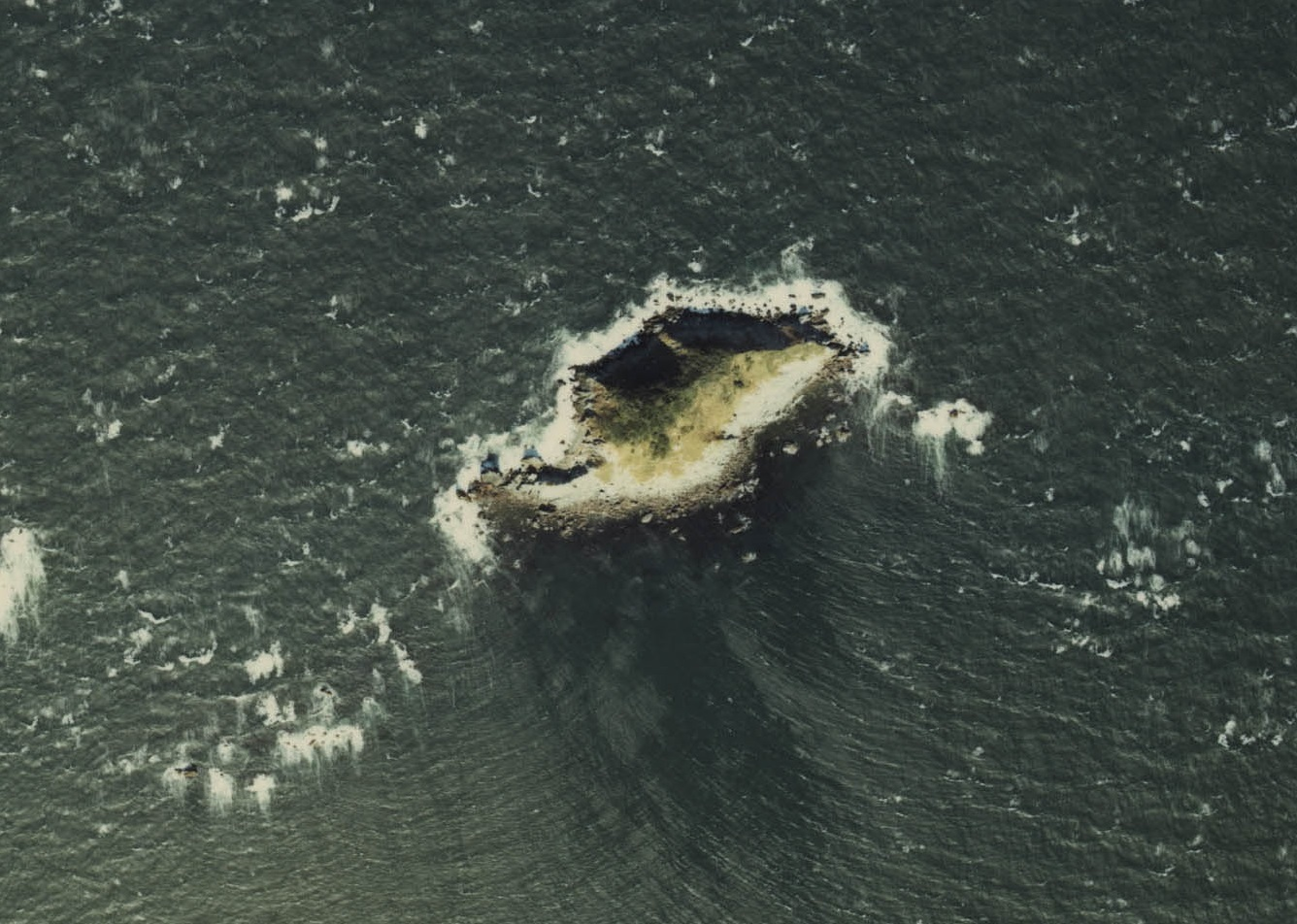
小築海島（1983年）
（国土交通省 国土地理院 地図・空中写真閲覧サービスの空中写真を基に作成）
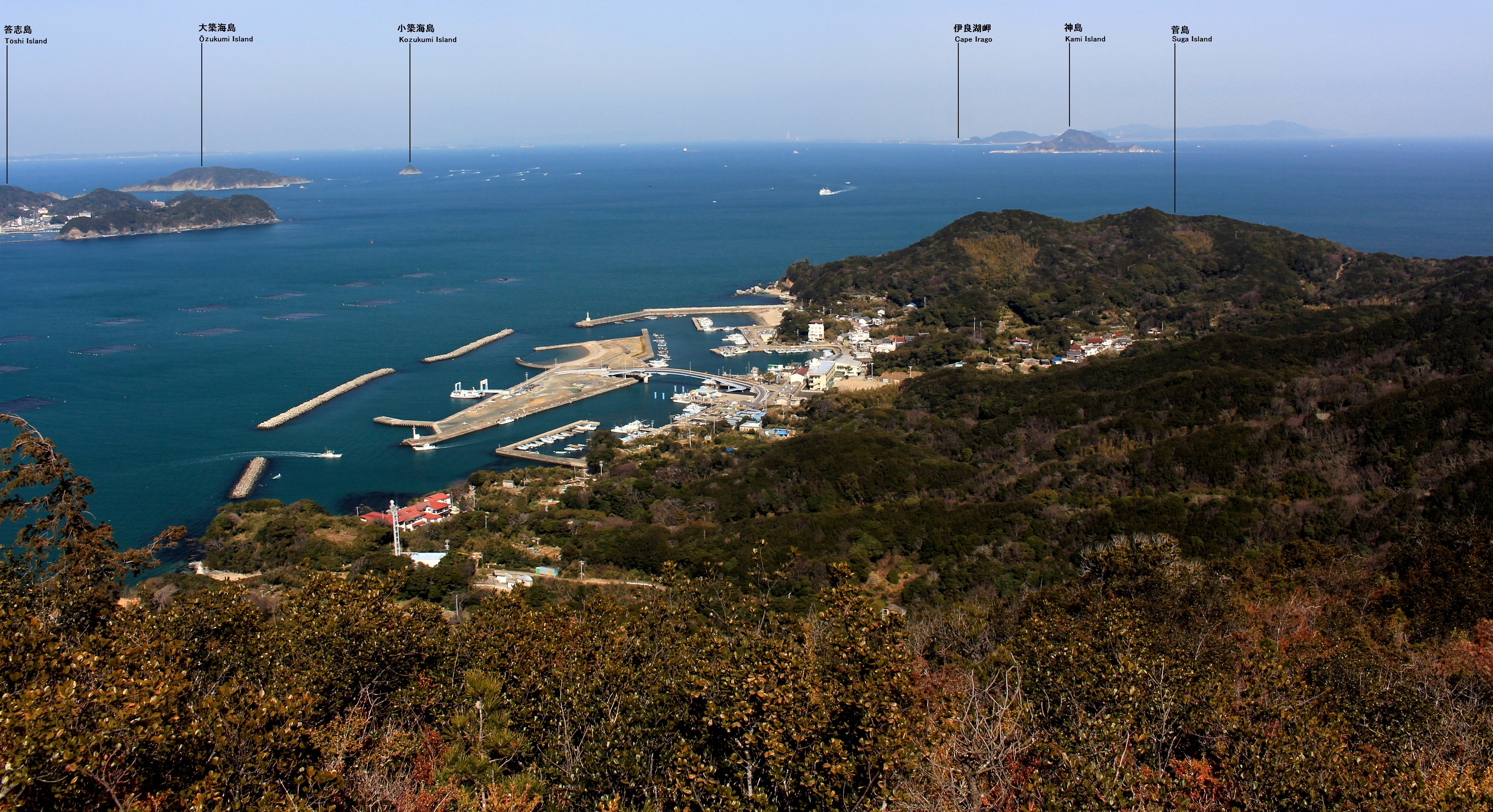
菅島の大山から望む菅島漁港、遠景は左から答志島、大築海島、小築海島、神島、その左奥に渥美半島の伊良湖岬